# Typophyllum abruptum
Typophyllum abruptum är en insektsart som beskrevs av Brunner von Wattenwyl 1895. Typophyllum abruptum ingår i släktet Typophyllum och familjen vårtbitare. Inga underarter finns listade i Catalogue of Life.